# Hieracium lingelsheimii
Hieracium lingelsheimii es una especie de planta con flor del género Hieracium, de la familia Asteraceae, orden Asterales.

## Distribución
Hieracium lingelsheimii se distribuye por Eslovaquia.

## Taxonomía
Fue descrita científicamente por Pax.